# Diplotaxis jacala
Diplotaxis jacala är en skalbaggsart som beskrevs av Patricia Vaurie 1958. Diplotaxis jacala ingår i släktet Diplotaxis och familjen Melolonthidae. Inga underarter finns listade i Catalogue of Life.